# Garrafe de Torío
Garrafe de Torío is een gemeente in de Spaanse provincie León in de regio Castilië en León met een oppervlakte van 125,27 km². Garrafe de Torío telt 1.480 inwoners (1 januari 2016).